# نيستان (شمس أباد)
نیستان (بالفارسية: نیستان) هي قرية تقع في إيران في مركزي. يقدر عدد سكانها بـ 50 نسمة بحسب إحصاء 2016.